# Quintettes avec piano de Boccherini

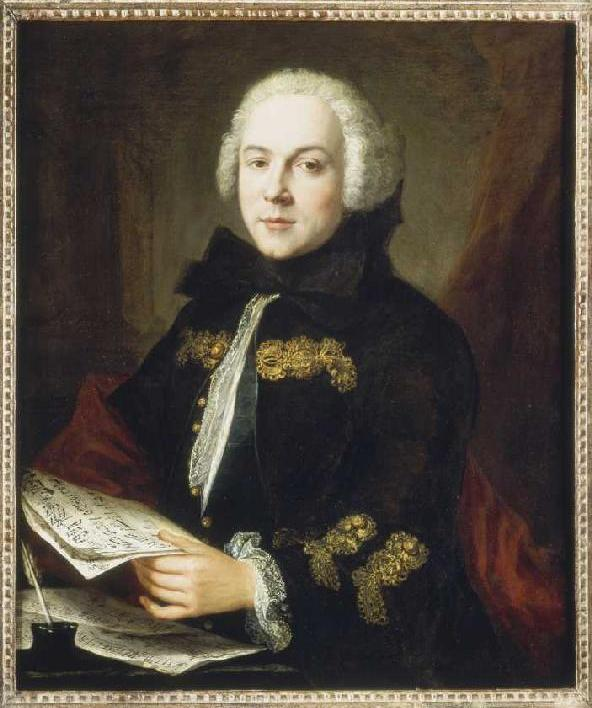
Portrait de Luigi Boccherini, 1764-68. Huile sur toile de Jean-Étienne Liotard. Collection privée, Budenheim, Allemagne.

Les quintettes avec piano de Luigi Boccherini se présentent sous la forme de deux séries de six quintettes pour piano-forte et quatuor à cordes dont la seconde est dédiée « à la Nation française ». Composés en 1797 et 1799, ils portent les numéros d'opus 56 et 57 dans le catalogue autographe de l'auteur.

## Quintettes avec piano par numéros d'opus

### Opus 56 (1797)
- Quintette pour piano et cordes op. 56 no 1 en mi mineur (G.407)
  1. Allegro commodo
  2. Adagio
  3. Minuetto con moto-Trio
  4. Allegretto
- Quintette pour piano et cordes op. 56 no 2 en fa majeur (G.408)
  1. Allegretto smorfioso
  2. Minuetto amoroso-Trio
  3. Poco adagio
  4. Allegretto
- Quintette pour piano et cordes op. 56 no 3 en do majeur (G.409)
  1. Allegro maestoso assai
  2. Andantino
  3. Allegretto
- Quintette pour piano et cordes op. 56 no 4 en mi bémol majeur (G.410)
  1. Andante affettuoso
  2. Allegretto sempre
  3. Allegro assai
- Quintette pour piano et cordes op. 56 no 5 en ré majeur (G.411)
  1. Andante
  2. Minuetto-Trio
  3. Allegro a modo di marcia vivace
  4. Tema a variazioni. Andante piuttosto Lento
- Quintette pour piano et cordes op. 56 no 6 en la mineur (G.412)
  1. Allegretto
  2. Andantino
  3. Minuetto con moto-Trio
  4. Allegro

### Opus 57 (1799)

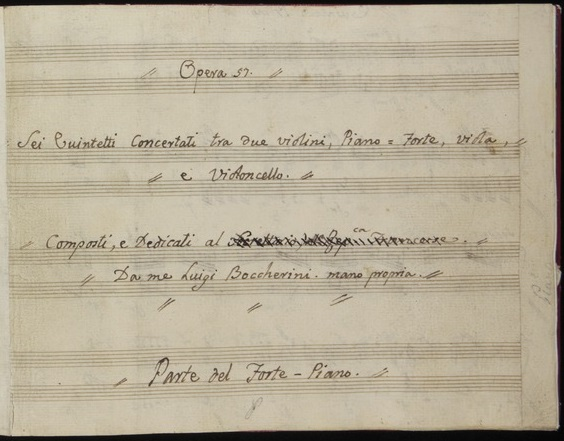
Page-titre de l'autographe des Sei Quintetti Concertati tra due violini, Piano=Forte, viola, e violoncello, (op.57, 1799).

- Quintette pour piano et cordes op. 57 no 1 en la majeur (G.413)
  1. Allegro moderato
  2. Minuetto. Tempo giusto-Trio
  3. Andantino con un poco di moto
  4. Allegro giusto

- Quintette pour piano et cordes op. 57 no 2 en si bémol majeur (G.414)
  1. Allegro moderato
  2. Minuetto. Tempo giusto-Trio
  3. Adagio
  4. Finale. Allegro un poco vivace
- Quintette pour piano et cordes op. 57 no 3 en mi mineur (G.415)
  1. Andante lento assai
  2. Minuetto non presto
  3. Provensal. Allegro vivo che a pena si senta
  4. Andante lento- suivi d'une reprise partielle du 3ème mouvement
- Quintette pour piano et cordes op. 57 no 4 en ré mineur (G.416)
  1. Allegro giusto ma con vivacita
  2. Largo cantabile
  3. Finale. Allegro assai
- Quintette pour piano et cordes op. 57 no 5 en mi majeur (G.417)
  1. Allegro sostenuto e imperioso
  2. Adagio
  3. Pollacca. Tempo di Minuetto
- Quintette pour piano et cordes op. 57 no 6 en do majeur (G.418)
  1. Allegretto lento
  2. Presto
  3. Ritirata " Retraite de Madrid" con variazioni
  4. Polonese. Allegretto sostenuto

## Transcriptions
Les douze quintettes à cordes pour deux altos [G.379-390] sont les transcriptions des quintettes avec piano opus 56 et opus 57 (1797–1799). Longtemps tenus pour avoir été de la main de Boccherini, Fulvia Morabito a démontré dans ses dernières études, qu'il s'agit en fait pour trois d'entre eux [G.385-387] de l’œuvre d'un certain Monsieur Garnault « élève du conservatoire, professeur très distingué »,,. La paternité des autres transcriptions reste quant à elle encore à déterminer.

## Manuscrits
L'autographe des quintettes opus 57 se trouve actuellement à la Bibliothèque Beinecke de l'université Yale (New Haven): Frederick R. Koch Collection, Box 63, folder 1405
. Trois volumes sous forme de cahiers oblongs (16 × 22 cm).

## Discographie
- Quintettes avec piano, op. 56 & 57 [G.407-408 et G.411] et [G.414-415 et G.418] - Quatuor Mosaïques, Patrick Cohen, piano-forte (octobre 1993 & novembre 1989, Astrée E 8518 & E 8721) (OCLC 30652640 et 23160715) ;
- Quintettes avec piano, op. 56 & 57 [G.407-412 et G.413-418] - Ensemble Claviere (juin/août 2005, Brilliant Classics 92890) (OCLC 74472996).
- Quintettes avec piano, op. 56 no 1 et op. 57 nos 3 et 4 - Roberto Paruzzo, piano ; instrumentistes du Teatro alla Scalla (5 avril 2007, EditorialeDomus/Amadeus juillet 2007 : AM 212-2) (OCLC 761165511)